# 极速前进31
《极速前进31》（The Amazing Race 31），是CBS的流行真人競賽節目《极速前进》的第三十一季。本季有十一支参加过真人秀节目《老大哥》、《幸存者》或《极速前进》的队伍为最终大奖——一百万美元进行环球旅行竞赛。本季于2019年4月17日首播。最初CBS于每周三美国东部时间晚9点、幸存者第38季后面播出；幸存者第38季播完之后，改为每周三美国东部时间晚8点播出。但由于《老大哥》第21季的首播，最终集仍于晚9点播出。

## 制作

### 参赛者
本季有11支队伍参赛。其中3支曾参加过《老大哥》，3支曾参加过《幸存者》，5支曾参加过《极速前进》。
- 来自《老大哥》的队伍：
  - Janelle Pierzina（英语：Janelle Pierzina）和Britney Haynes, 朋友。 Janelle曾获得《老大哥》第6季和第7季的季军，以及第14季的第12名。Britney曾获得《老大哥》第12季的第4名和第14季的第8名。
  - Nicole Franzel（英语：Nicole Franzel）和Victor Arroyo, 已订婚情侣。Nicole曾获得《老大哥》第16季的第7名和第18季的冠军。Victor曾获得《老大哥》第18季的第5名。
  - Rachel Reilly（英语：Rachel Reilly）和Elissa Slater, 姐妹。Rachel曾获得《老大哥》第12季的第9名和第13季的冠军。她还曾和丈夫Brendon Villegas（英语：Brendon Villegas）搭档参加《极速前进》，获得第20季和第24季的季军。Elissa曾获得《老大哥》第15季的第6名。

- 来自《幸存者》的队伍:
  - Chris Hammons（英语：Chris Hammons）和Bret LaBelle, 朋友。他们分别获得《幸存者》第33季的第11名和第5名。
  - Corinne Kaplan和Eliza Orlins, 朋友。Corinne曾获得《幸存者》第17季的第7名和第26季的第12名。Eliza曾获得《幸存者》第9季的第4名和第16季的第10名。
  - Rupert Boneham（英语：Rupert Boneham）和Laura Boneham, 夫妻。Rupert曾获得《幸存者》第7季的第8名、第8季的第4名、第20季的第6名和第27季的第20名。Laura曾获得《幸存者》第27季的第12名。

- 来自《极速前进》的队伍:
  - Arturo "Art" Velez和John James "J. J." Carrell, 美国边境巡逻队成员、朋友。他们曾获得第20季的亚军。
  - Colin Guinn和Christie Woods（英语：Christie Lee Woods）, 人生伴侣（曾在第5季中约会）。他们曾获得第5季的亚军。
  - Leo Temory和Jamal Zadran, 表兄弟。他们曾获得第23季和第24季的第4名。
  - Rebecca "Becca" Droz和Floyd Pierce, 朋友（在第29季中是陌生人）。他们曾获得第29季的第5名。
  - Tyler Oakley（英语：Tyler Oakley）和Korey Kuhl, YouTube播主、朋友。他们曾获得第28季的季军。

## 比赛结果
因为可能要增删一些资料，此列表并不一定会完全反映所有播映版本的内容。下表列出的队员关系为节目拍摄时期的状态，关系描述为官方版本。
| 队伍              | 队员关系   | 曾参加的节目 | 分段比赛成绩 | 分段比赛成绩 | 分段比赛成绩 | 分段比赛成绩 | 分段比赛成绩 | 分段比赛成绩 | 分段比赛成绩 | 分段比赛成绩 | 分段比赛成绩 | 分段比赛成绩 | 分段比赛成绩 | 分段比赛成绩 | 路障完成情况         |
| 队伍              | 队员关系   | 曾参加的节目 | 1            | 2            | 3            | 4+2          | 5            | 6+           | 7            | 8            | 9            | 10           | 11           | 12           | 路障完成情况         |
| ----------------- | ---------- | ------------ | ------------ | ------------ | ------------ | ------------ | ------------ | ------------ | ------------ | ------------ | ------------ | ------------ | ------------ | ------------ | -------------------- |
| Colin & Christie  | 人生伴侣   | 极速前进     | 2nd          | 4th          | 3rd          | 1st          | 3rd          | 2nd          | 2nd          | 3rd⊂ ⋑       | 4th          | 1st          | 3rd          | 1st          | Colin 6, Christie 6  |
| Tyler & Korey     | 挚友       | 极速前进     | 3rd          | 7th⋐         | 4th          | 5th          | 4th          | 1st          | 1st          | 1st          | 1st          | 2nd          | 2nd          | 2nd          | Tyler 6, Korey 6     |
| Leo & Jamal       | 表兄弟     | 极速前进     | 1st          | 1st          | 8th          | 6th          | 7th          | 6th          | 4th          | 6th⊃         | 5th          | 3rd⊃         | 1st          | 3rd          | Leo 7, Jamal 5       |
| Nicole & Victor   | 已订婚情侣 | 老大哥       | 6th          | 2nd          | 2nd          | 2nd          | 5th          | 3rd          | 7th          | 5th          | 2nd          | 4th⊂⋑        | 4th          |              | Nicole 5, Victor 6   |
| Becca & Floyd     | 朋友       | 极速前进     | 5th          | 9th ⊂⋑       | 1st          | 4th          | 1st          | 5th          | 3rd          | 4th ⊃        | 3rd          | 5th⋐         |              |              | Becca 5, Floyd 5     |
| Chris & Bret      | 朋友       | 幸存者       | 7th          | 8th          | 9th          | 3rd          | 2nd          | 4th          | 6th          | 2nd ⋑        | 6th          |              |              |              | Chris 5, Bret 5      |
| Rachel & Elissa   | 姐妹       | 老大哥       | 4th          | 3rd ⊃        | 7th          | 8th          | 8th          | 7th          | 5th          | 7th⋐ ⊃       |              |              |              |              | Rachel 4, Elissa 5   |
| Janelle & Britney | 朋友       | 老大哥       | 8th          | 5th          | 6th          | 7th          | 6th          | 8th−         |              |              |              |              |              |              | Janelle 5, Britney 2 |
| Corinne & Eliza   | 朋友       | 幸存者       | 9th          | 6th          | 5th          | 9th−         |              |              |              |              |              |              |              |              | Corinne 2, Eliza 3   |
| Rupert & Laura    | 夫妻       | 幸存者       | 10th         | 10th         |              |              |              |              |              |              |              |              |              |              | Rupert 2, Laura 1    |
| Art & JJ          | 挚友       | 极速前进     | 11th1        |              |              |              |              |              |              |              |              |              |              |              | Art 1, JJ 1          |

- 红 : 该队已被淘汰
- 橙色+：该赛段含有“对抗”（Head to Head）。橙色-：表示该队伍输掉最后一次对决并被淘汰。
- 下线蓝：该队最后抵达非淘汰提示站，他们须在下赛段接受「减速障碍」（Speed Bump）任务。
- 棕⊃或青⊃：该队为两队中，使用「双重迴转」（Double U-turn）之其中一队队伍；⊂或⋐是被指定迴转的队伍。⊂ ⋑表示回转未使用。
- 紫ε：该队于赛段中使用「迅速通关卡」（Express Pass）。洋红ə：该队于赛段中使用，获另一队给予的第二张「迅速通关卡」。
- 绿ƒ：该队赢得「通行证」（Fast Forward）；而附有ƒ的赛程号码表示虽然该赛段有通行证但并无队伍选择使用。
- 下线黑：该赛段提示站并无设强制休息时段，队伍被指示立即进入下一赛段继续比赛，而本赛段的首名队伍不会获赛段奖项。

1. ^  由于Art选择放弃第二个路障任务，Art & JJ被罚时4小时。在此期间唯一落后于他们的队伍Rupert & Laura完成了路障任务并来到中继站报到，使Art & JJ被淘汰。
2. ^  第四赛段的对抗任务（Head-to-Head）未被播出。

### 双重回转投票情况
第八赛段开始时，各队来到Ballenberg市镇厅投票选出被回转的队伍。得票最多的两队需要完成绕道的两个任务。投票采取公开投票的方式，投票顺序由抽签决定。
| 赛段             | 第八赛段                         |
| ---------------- | -------------------------------- |
| 被回转队伍       | Colin & Christie Rachel & Elissa |
| 投票结果         | 3–2–1–1                          |
| 投票队伍         | 投给的队伍                       |
| Rachel & Elissa  | Colin & Christie                 |
| Nicole & Victor  | Leo & Jamal                      |
| Colin & Christie | Rachel & Elissa                  |
| Leo & Jamal      | Colin & Christie                 |
| Becca & Floyd    | Colin & Christie                 |
| Tyler & Korey    | Nicole & Victor                  |
| Chris & Bret     | Rachel & Elissa                  |

## 每集标题语录
每集标题通常引用自参赛者说过的话。
1. "You're in Our Race Now" – Jamal
2. "Knock the Newbie Out of Us" – Rupert
3. "Here Fishy, Fishy, Fishy" – Korey
4. "I Took Out a Polar Bear" – Britney
5. "I'm a Bird, I'm a Plane, I'm on The Amazing Race" – Korey
6. "Who Wants a Rolex（英语：Rolex (food)）?" – 路障名称
7. "Living Fearlessly" – Christie
8. "You're the Apple in My Eye" – Korey
9. "Let's Split!" – Colin
10. "Chugga Chugga Choo Choo!" – Becca
11. "This One is For One Million Dollars" – Christie

## 奖励
奖励颁发给每个赛段的冠军队伍。所有旅程都是由Travelocity提供。
- 第一赛段 - 双人七天法属波利尼西亚游轮之旅
- 第二赛段 - 每人2500美元
- 第三赛段 - 双人巴哈马之旅
- 第四赛段 - 双人多米尼加共和国之旅
- 第五赛段 - 每人5000美元
- 第六赛段 - 双人新加坡之旅
- 第七赛段 - 中继站的一天SPA服务
- 第八赛段 - 双人七天越南和柬埔寨游船之旅
- 第九赛段 - 每人7500美元
- 第十赛段 - 双人墨西哥之旅
- 第十一赛段 - 无
- 第十二赛段 - 一百万美元

## 旅程
美国 →  日本 →   →  越南 →  阿联酋 →  乌干达 →  瑞士 →   →  荷蘭 →  英国 →  美国

## 赛程摘要

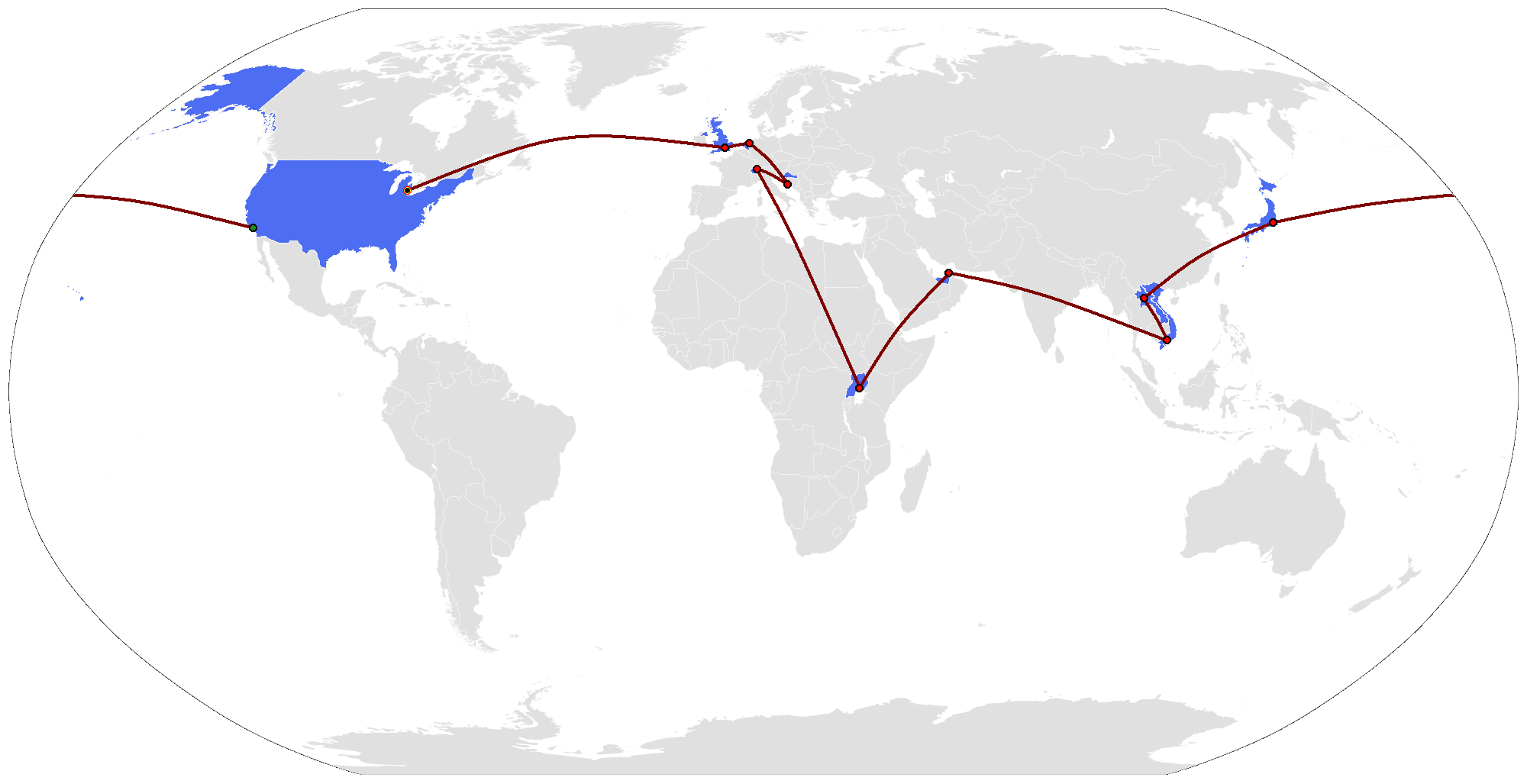
本季完整比赛路线和比赛中所造访的国家。

### 第一赛段（美国 → 日本）

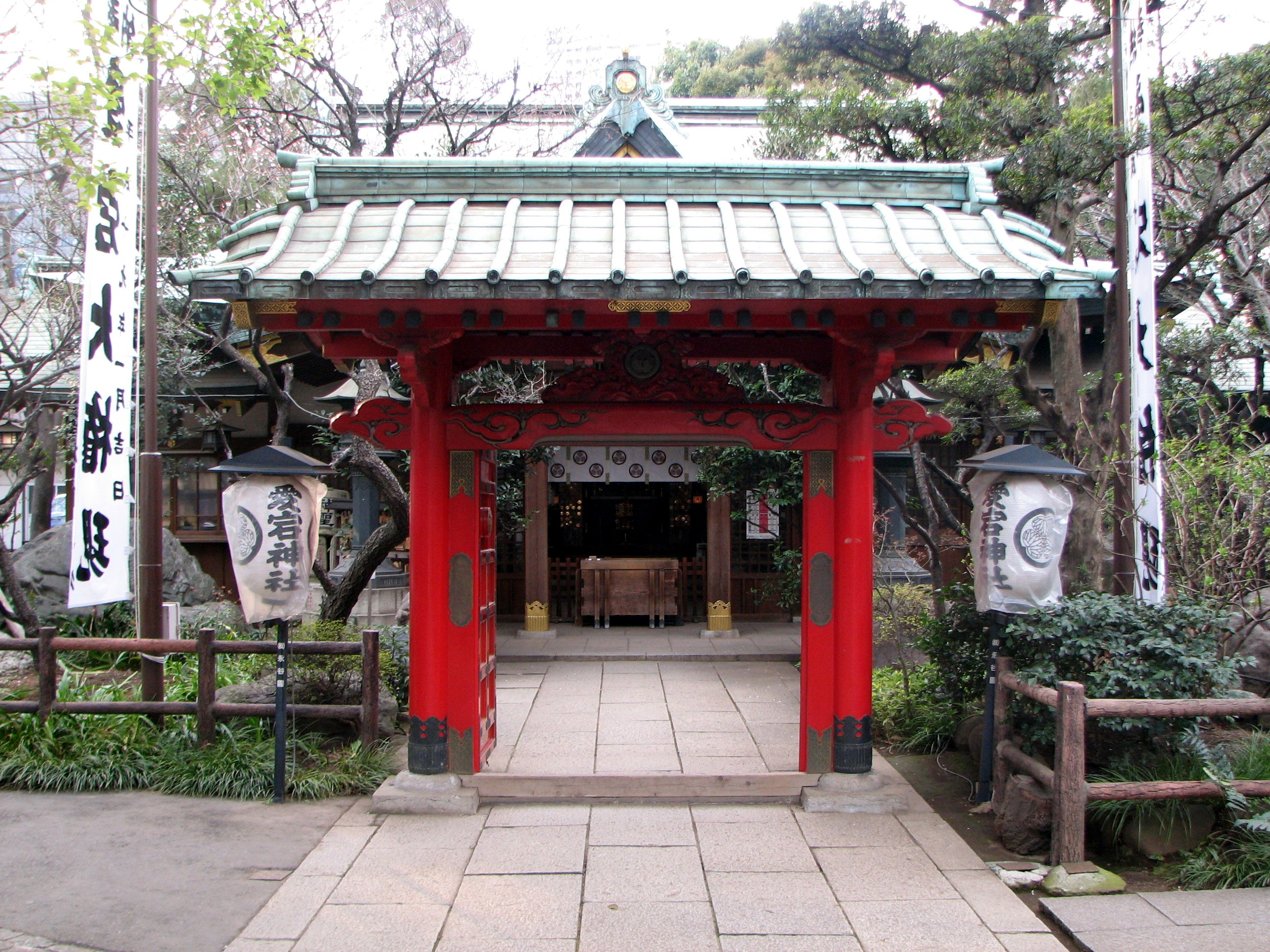
本季首个中继站- 愛宕神社.

- 美国，加利福尼亚州，洛杉矶何尔摩沙海滩 （起跑線）
- 洛杉矶（洛杉磯國際機場）到  日本，东京（成田国际机场）
- 成田市（成田国际机场）到 东京（澀谷區）
- 东京（澀谷區- ACB Lock & Security 或 东京餐厅）[AT1]
- 东京（澀谷區- EDGEof有限公司）
- 东京（港區- 御成門站）
- 东京（港區- 芝公園）
- 东京（港區- 愛宕神社）

本赛段任务摘要：
起跑线任务：在主持人菲尔说“开始”之后，队伍必须跑到巨型的章鱼沙丘中，在沙丘中寻找第一个目的地的线索。
路障1：谁想要一双甜蜜的鞋？（"Who wants a sweet new pair of shoes?"）：每个队伍的一名成员要参与日本的著名游戏“Candy or Not Candy”。队员需要在一堆下馱选择一双，让工作人员拿过来让他们咬一口，直到选中的那双鞋是巧克力的话就算成功，然后要和另一位队员将一整双巧克力下馱都吃完就能获得下一条线索。
路障2：谁想攀爬富士山？（"Who wants to climb Mount Fuji?"）：没有完成上一个路障的队员必须完成这个路障。参与队员要换上特制服装，然后爬上20英尺（6.1 m）的斜坡，斜坡上面被涂满润滑油。队员要爬上坡顶拿到坡顶插着的旗炽就能获得下一条线索。
附加任务
[AT1]：抵达日本后，队伍要乘坐巴士前往涩谷区。到达后会获得线索，队伍要根据线索指示步行前往两个地点的其中一个去获得下一条线索，但是每个地点只有一定数量的线索，当一个地点的线索已经被领取完，剩余队伍只能寻找另一个地点去获得线索。

### 第二赛段（日本 → 老挝）

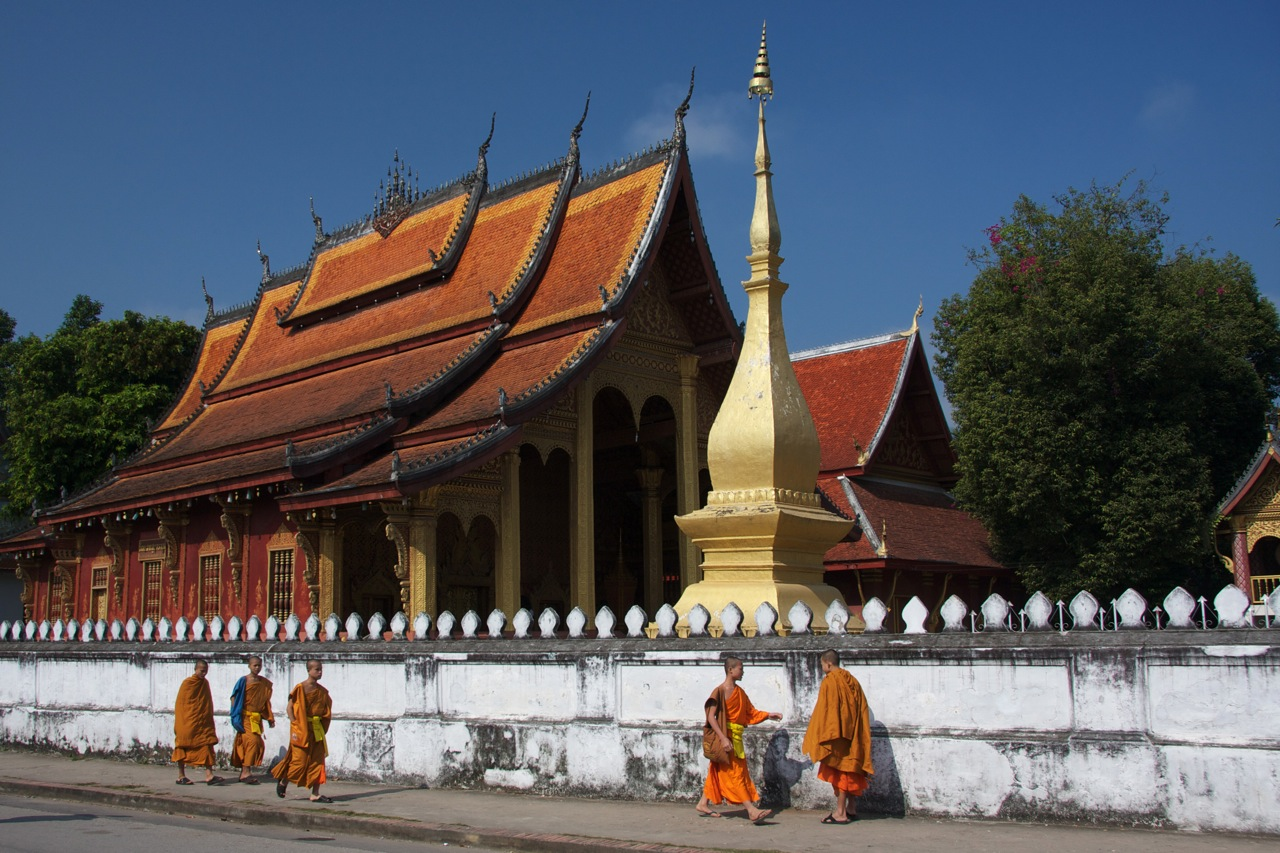
本赛段的任务地点- 森寺，队伍要对和尚队伍化缘.

- 东京（成田国际机场）到 老挝，琅勃拉邦（琅勃拉邦國際機場）
- 琅勃拉邦（桑蒂別墅酒店）[AT1]
- 琅勃拉邦（森寺）[AT2]
- 琅勃拉邦（湄公河畔的大树）
- 琅勃拉邦（琅勃拉邦学校 或 传统烧烤店）
- 班香洛（大象园）
- 琅勃拉邦（香通寺）到 班賢基（川壙王宮）[AT3]

本赛段任务摘要：
绕道：队伍要选择“BBQ”或“ABC”任一任务。
- BBQ：队伍需步行前往采购三只鸭和八条罗非鱼，然后队伍要根据范例制作出11份老挝烧烤串，制作方式和成品无误后经过鉴定就能获得下一条线索。
- ABC：队伍需前往一间学校，然后需要学习老挝语的字母。学习完毕后通过了会话测试后可就能获得下一条线索。

路障：誰喜歡指揮？（"Who likes to be in command?"）：参与队员需要学习几个老挝指挥语，然后用骑在大象的背上，用指挥语引领大象渡过南康河。渡河后，队员要循着乐声指挥大象进入树林找寻两个用芦笙演奏苗族音乐的男人。一旦找到后，会收到下一条线索并要引领大象原路返回起点。
附加任务
[AT1]：队伍抵达老挝后，队伍要乘坐嘟嘟車前往桑蒂別墅酒店。队伍需要在此留宿一夜等待明天一早获得下一条线索。
[AT2]：队伍要在森寺为当地的和尚化缘，队伍要穿上“pha biang”并拿上一篮子糯米等待和尚队伍到来。和尚队伍来到后将糯米饭赠与和尚就能获得下一条线索。
[AT3]：完成路障任务后，队伍要乘坐嘟嘟車前往香通寺，然后乘坐长尾船前往川壙王宮- 本赛段的中继站。

### 第三赛段（老挝 → 越南）

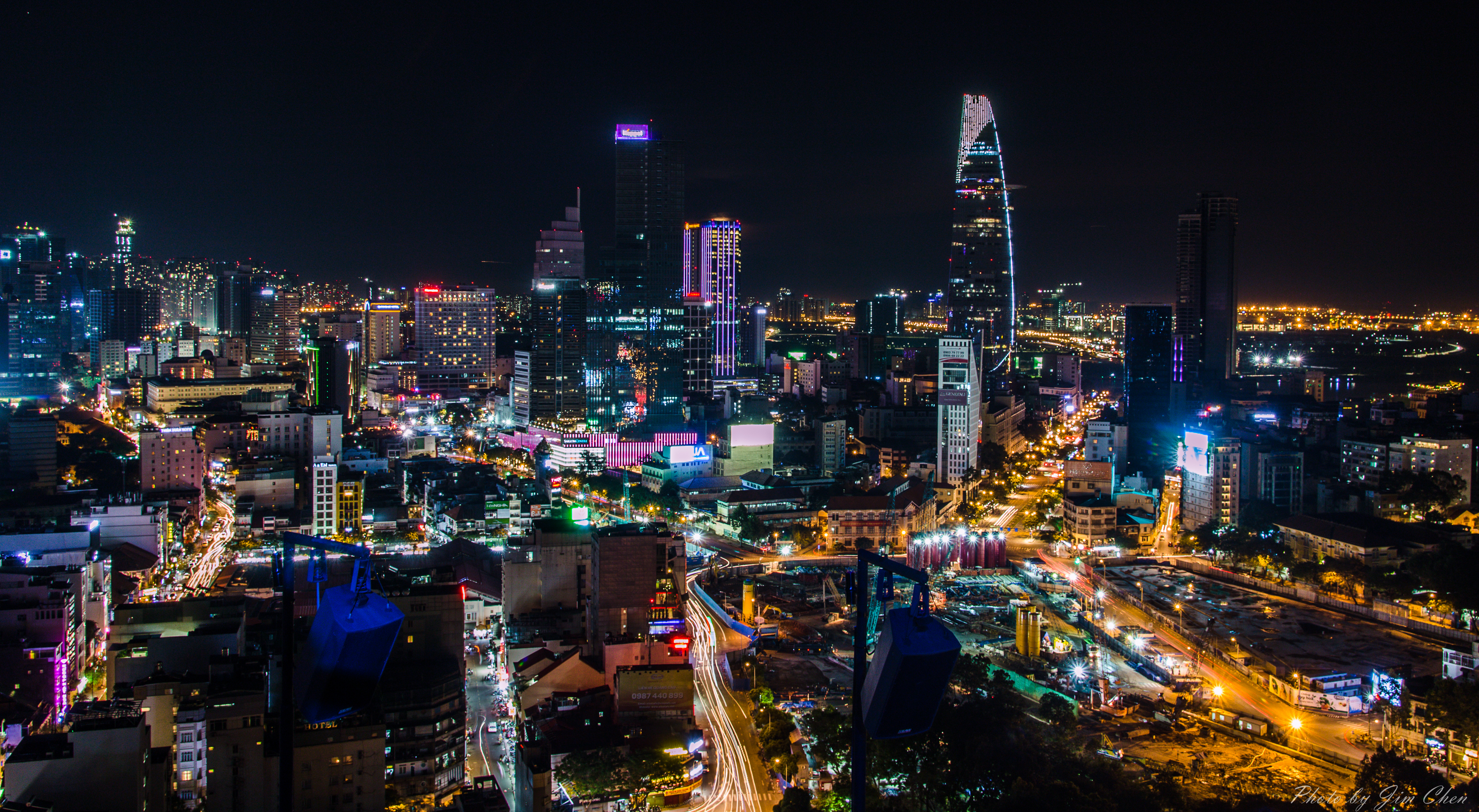
本赛段城市- 胡志明市.

- 琅勃拉邦（琅勃拉邦國際機場）到 越南，胡志明市（新山一國際機場）[AT1]
- 胡志明市（越南東醫學博物馆）[AT2]
- 胡志明市（Thanh Đa餐厅 或 CREATV电影公司制片厂）
- 胡志明市（王国卡拉OK）
- 胡志明市（胡氏紀花市）

本赛段任务摘要：
绕道：队伍要选择“钓起”或“亮起”任一任务。
- 钓起（Reel It In）：队伍需要前往指定餐厅，然后用钓鱼工具从钓虾池钓出八只虾就能获得下一条线索。
- 亮起（Light It Up）：队伍需要前往CREATV电影公司制片厂，学习一段舞蹈。然后换上覆盖着电致发光线的发光服，上台和当地舞者同步表演，当舞步动作和节奏获得认可就能获得下一条线索。

路障：谁准备好释放？（"Who's ready to tune out?"）：参与队员需要学习一首越南语说唱歌曲-“Thật Bất Ngờ”。然后在卡拉OK里向观众演唱，当全部歌词演唱无误就能获得下一条线索。
附加任务
[AT1]：本赛段开始前，队伍会获得一台手机，队伍需要自行在手机的程式订购前往胡志明市的机票。
[AT2]：队伍抵达胡志明市后，前往越南東醫學博物馆找到一位医生，医生会给队伍一包中草药，里面包着下一条线索。

### 第四赛段（越南）

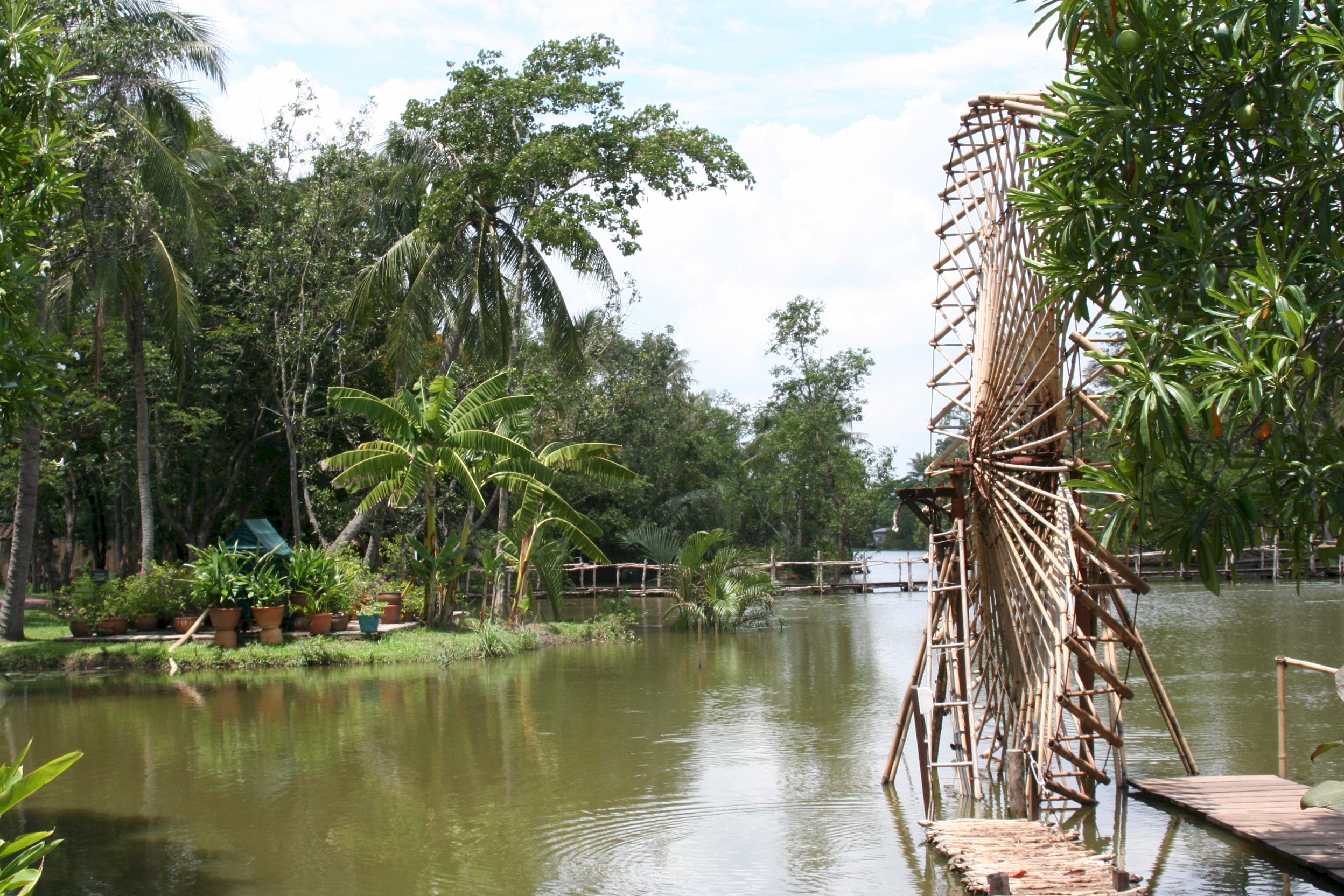
在平貴度假村，其中一个绕道任务要求队伍建造一个水车.

- 胡志明市（西贡冰雪乐园）[AT1]
- 胡志明市（中央交通大学）
- 胡志明市（平貴度假村）
- [AT2]  （对抗- 未播出） 胡志明市（Tầm Vu公园）

本赛段任务摘要：
减速障碍：Chris & Bret需要在模拟暴风雪条件下用雪球填充冷却器，然后将冷却器输送到中央交通大学就能继续任务。
路障：誰感觉自己能疯狂驾驶？（"Who feels like driving themselves crazy?"）：参与队员需要通过一个越南驾驶考试。队员需要骑上一台速克達，根据指定路线通过一系列障碍物，在抵达终点前脚不能踩到地下和不能驶出指定黄线外就算通过考试。
绕道：队伍要选择“刺激”或“灌溉”任一任务。
- 刺激（Irritation）：队伍需要划一艘篮子船200码（180 m），同时避开河上的其他船并通过一道矮木桥，在终点获得一篮子鱼，他们需要带着鱼原路划回起点，拿鱼交换下一条线索。
- 灌溉（Irrigation）：队伍需要制作一台传统竹水车，组装无误并拿水车装满一缸水后就能获得下一条线索。

对抗任务：本集的对抗任务并无播出。队伍在Tầm Vu公园需要进行羽毛球对抗赛（1队 VS 1队），胜利的队伍可以直接前往附近的中继站报到，落败的队伍将继续和下一队比赛，依次类推。
附加任务
[AT1]：在冰雪乐园，队伍需要用雪橇滑下斜坡到一个打扮成北极熊的人面前，他会交出下一条线索。
[AT2]：完成绕道任务后，队伍需要乘坐巴士到目的地附近地点，然后步行前往Tầm Vu公园。

### 第五赛段（越南 → 阿联酋）

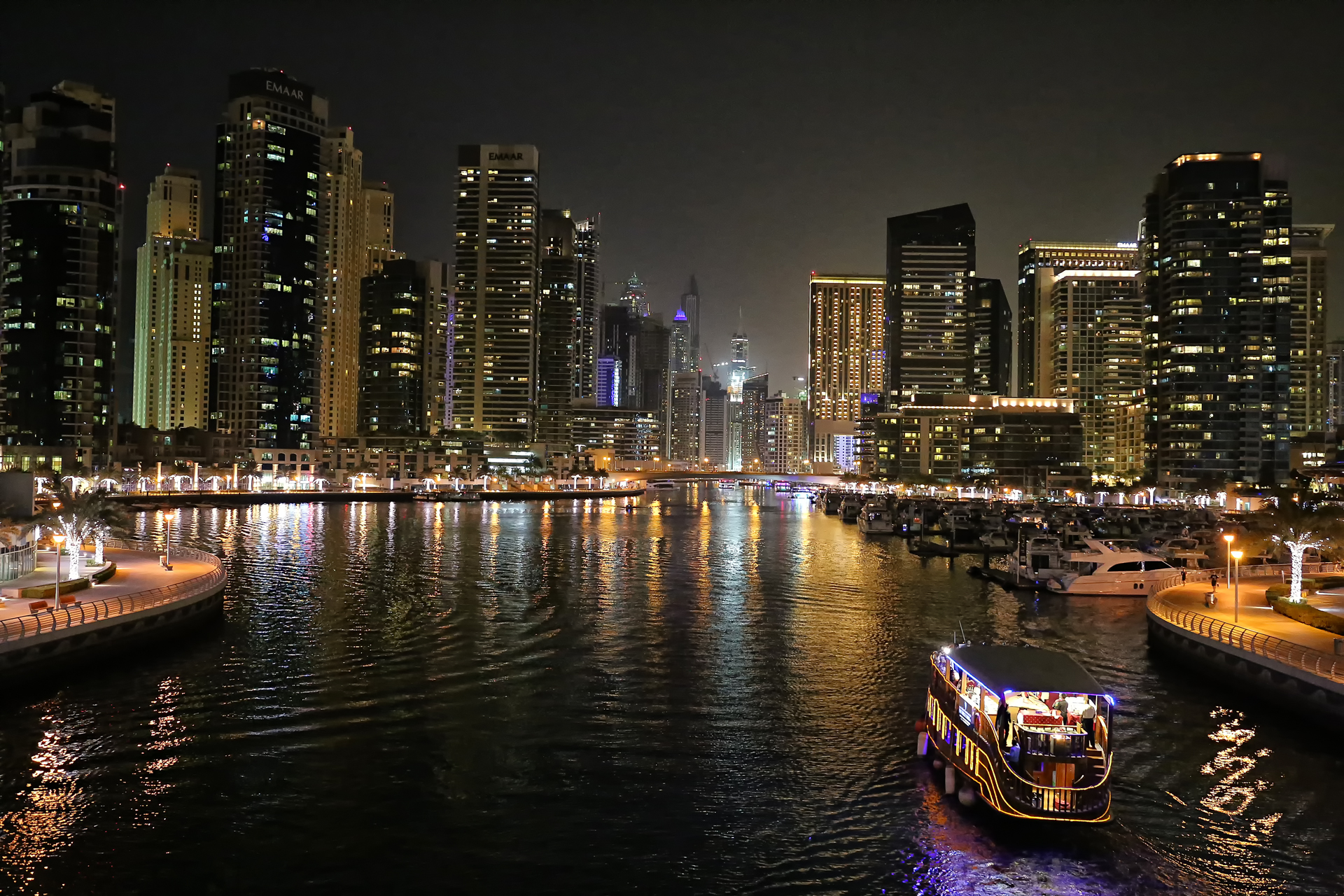
本赛段的最后，队伍要滑城市索道到中继站- 迪拜码头.

- 胡志明市（新山一國際機場）到 阿联酋，迪拜（迪拜国际机场）
- Al Faqa（Al Faqa沙漠）[AT1]
- 迪拜（迪拜相框）[AT2]
- 迪拜（哈利法塔 或 恐龙公园）
- 迪拜（苏豪花园酒吧）
- 迪拜（安瓦吉塔）[AT3]
- 迪拜（迪拜码头）

本赛段任务摘要：
绕道：队伍要选择“坠落”或“搜寻”任一任务。
- 坠落（Fall）：队伍需要前往哈利法塔挑选一位跳伞教练，教练会带领队伍上楼。上楼后队伍会发现他们将会体验一场虚拟游戏，队伍需要戴上虚拟现实耳机（VR），操控控制器找到信号拦截器并爬上虚拟塔尖并拦截卫星，最后打开降落伞降落到地面。完成虚拟体验后，队伍需要回答五条问题，分别是：1、您在哈利法塔中处于什么高度？（828 m（2,717英尺））2、您转动的杆是什么颜色？ （红）3、您打破的玻璃里面还有什么？ （消防水带）4、观景台的门是向里开还是向外开（向外）5、信号拦截器上有几根天线？ （4根）。两位队员都必须同时答对全部问题，否则将要重新完成一遍任务。每次只能同时两队进行这项任务。
- 搜寻（Find）：队伍需要前往恐龙公园，穿上暴龙服装，在公园穿梭搜集五只发光恐龙蛋（分别是白色，红色，蓝色，紫色和绿色），全部搜集好将蛋放进巢中就能获得下一条线索。

路障：誰能感受节拍？（"Who can feel the beat?"）：参与队员需要加入一个无声的狂欢，队员在众多跳舞的派对者当中仅凭视线找出一个与DJ跳舞相同音乐的人，音乐是极速前进的主题曲混音。找对了就能获得下一条线索。
附加任务
[AT1]：抵达迪拜后，队伍要前往Al Faqa沙漠参加一个“车尾趴”。在品尝过茶之后，队伍会被引领到跑车内找到下一条线索。
[AT2]：在安瓦吉塔，队伍要登上顶楼，然后体验全世界最长的城市索道，索道的终点就是本赛段的中继站- 迪拜码头。因此到达安瓦吉塔楼顶的顺序就是本赛段的最终排名。

### 第六赛段（阿联酋 → 乌干达）

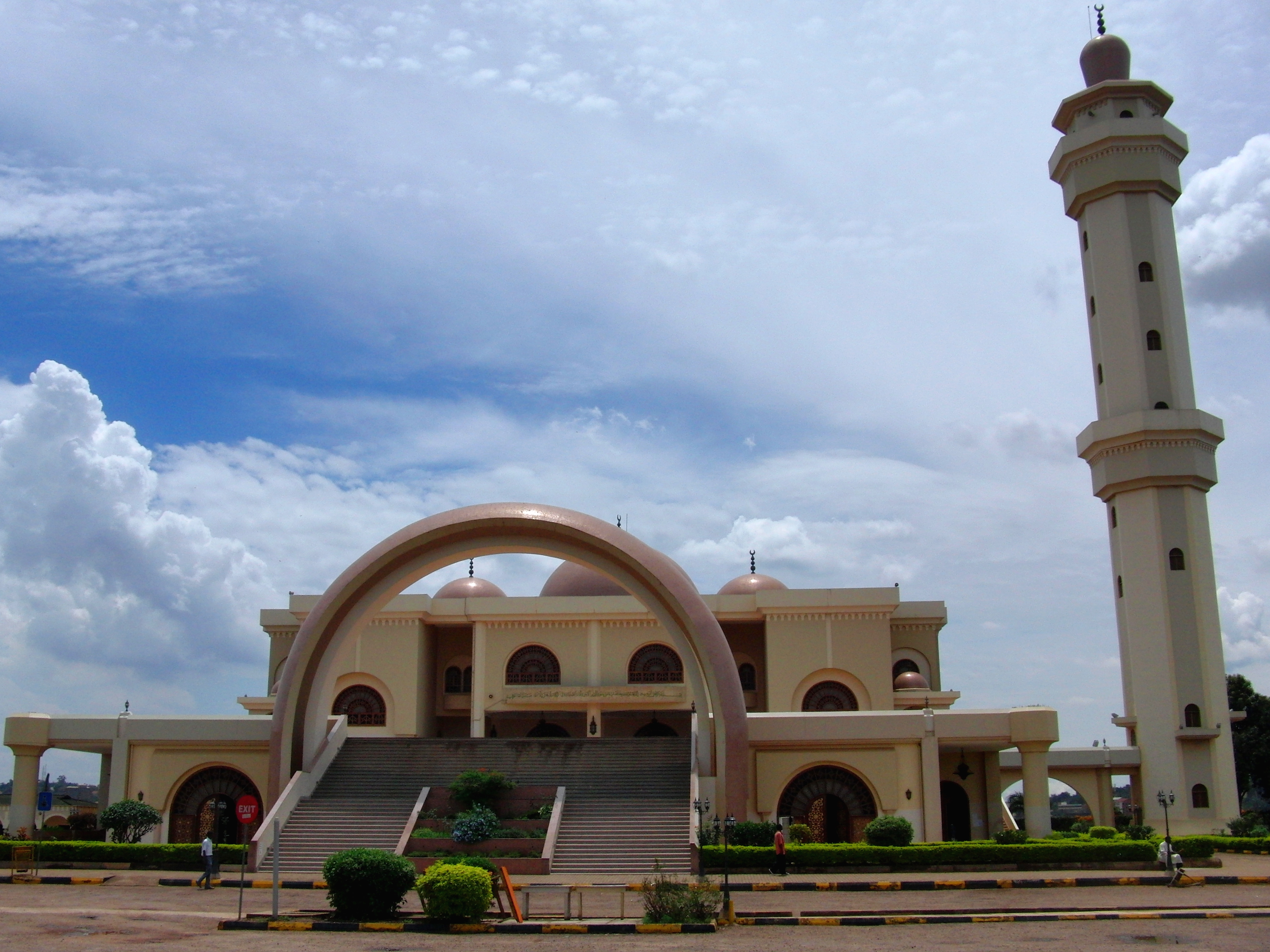
抵达坎帕拉后，队伍需要前往乌干达国家清真寺完成路线任务.

- 迪拜（迪拜国际机场）到 乌干达，坎帕拉（恩德培国际机场）
- 坎帕拉（乌干达国家清真寺）[AT1]
- 坎帕拉（欧诺市场 - 索韦托餐厅）
- 坎帕拉（維多利亞湖）
- （对抗）坎帕拉（贾哈兹码头）

本赛段任务摘要：
路障：誰想要一个劳力士卷？（"Who wants a rolex?"）：参与队员需要找到摊档主，档主会给队员一张购物清单，队员要进入市场购买清单上面的材料，最后用食材制作出一个乌干达著名小吃- 劳力士卷就能获得下一条线索。
减速障碍：Rachel & Elissa需要用手洗一堆脏衣服，然后将洗完的衣服晾在晾衣绳上就能继续比赛。
绕道：队伍要选择“咸鱼”或“木头”任一任务。
- 咸鱼（Salty Roll）：队伍需要拿一辆獨輪車，里面装满了非洲最大的淡水魚- “尼羅尖吻鱸”。队伍将鱼带到工作站，然后将鱼皮和鱼肉分开，清洗干净再用盐掩，完成后就能获得下一条线索。
- 木头（Move the Pole）：队伍需要从独木舟上拿生火用的木头装到单车上，然后骑车运送到市场。最后将木头堆砌成范例的样式，一旦堆砌到指定的高度就能获得下一条线索。

对抗任务：对抗的两个队伍各派出一位成员，两队要比拼更快的解出类似“河內塔”的拼图。游戏内共有四叠不同颜色的“恩戈瑪鼓”，队员每次只能移动一个鼓，当每一叠的鼓都是同一颜色的时候，队员要跑去抓住一条牛尾巴代表胜利。胜利的队伍可以直接前往附近的中继站报到，落败的队伍将继续和下一队比赛，依次类推。
附加任务
[AT1]：到达乌干达国家清真寺后，队伍要穿上伊斯兰服装，登上寺内的叫拜樓，登楼的同时队伍要数一共有多少级楼梯，到顶后将正确数字（272级）写出来。一旦正确就能获得下一条线索，错误就要重新再来一次。

### 第七赛段（乌干达 → 瑞士）

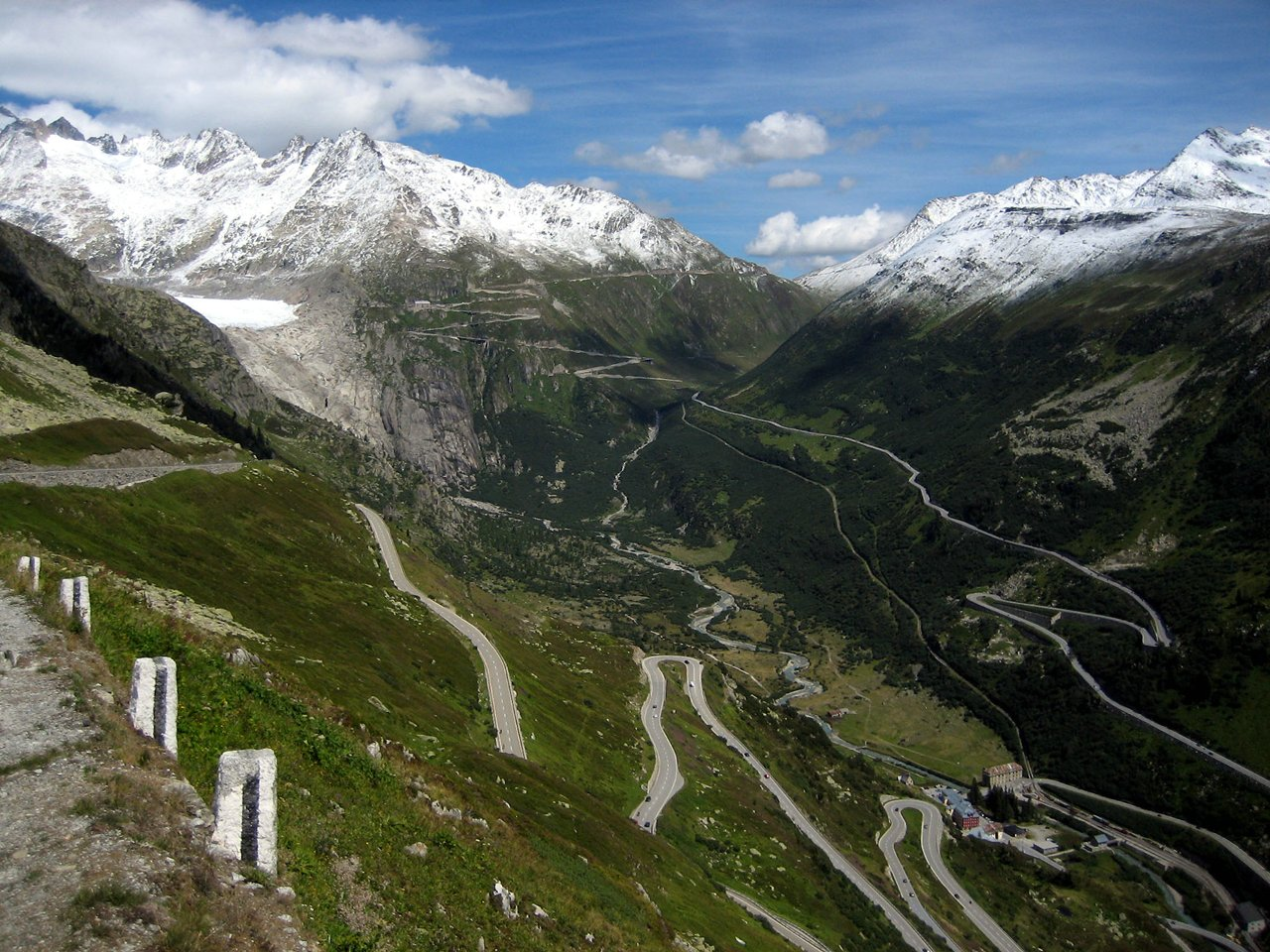
格里姆瑟爾山隘为本赛段的主要任务地.

- 坎帕拉（恩德培国际机场）到 瑞士，蘇黎世（蘇黎世機場）
- 克洛滕（苏黎世机场火车站） 到 格林德瓦（格林德瓦火车站）
- 格林德瓦（冰河峽谷）
- 格林德瓦（冰河峽谷） 到 古坦嫩（格里姆瑟爾山隘）[AT1]
- 古坦嫩（蓋爾默纜車-蓋爾默湖 或 格里姆瑟尔峡谷）
- 迈林根（聖彌額爾教堂）

本赛段任务摘要：
路障：誰想要体验一场美景？（"Who wants to take the scenic route?"）：参与队员需要体验一次- “峽谷鞦韆”。他们要从120英尺（400英尺）的高处自由落体跳下，然后在峽谷内不停摇荡。摇荡结束后，队员要在峡谷内搜寻下一道线索。
绕道：队伍要选择“水力”或“下水”任一任务。
- 水力（Water Power）：队伍需要乘坐“蓋爾默纜車”，乘坐过程中队伍需要记住途经的八个水库的名字和每个水库的储水量。乘坐结束后队伍前往水力发电站，并在地图的相应位置上标示出那八个水库的名称和储水量，完全正确后就能获得下一条线索。
- 下水（Water Down）：队伍需要格里姆瑟尔峡谷进行峡谷探险。队伍要从150英尺（46米）的峡谷垂降，然后从岩壁上跳到冰川河，然后跳起来取走被绳索悬挂起来的线索。拿到线索后，队伍要乘坐高空滑索令自己降落在河水中，最后徒步走出峡谷。

附加任务
[AT1]：完成路障任务后，队伍要乘坐直升机前往格里姆瑟爾山隘。

### 第八赛段（瑞士）

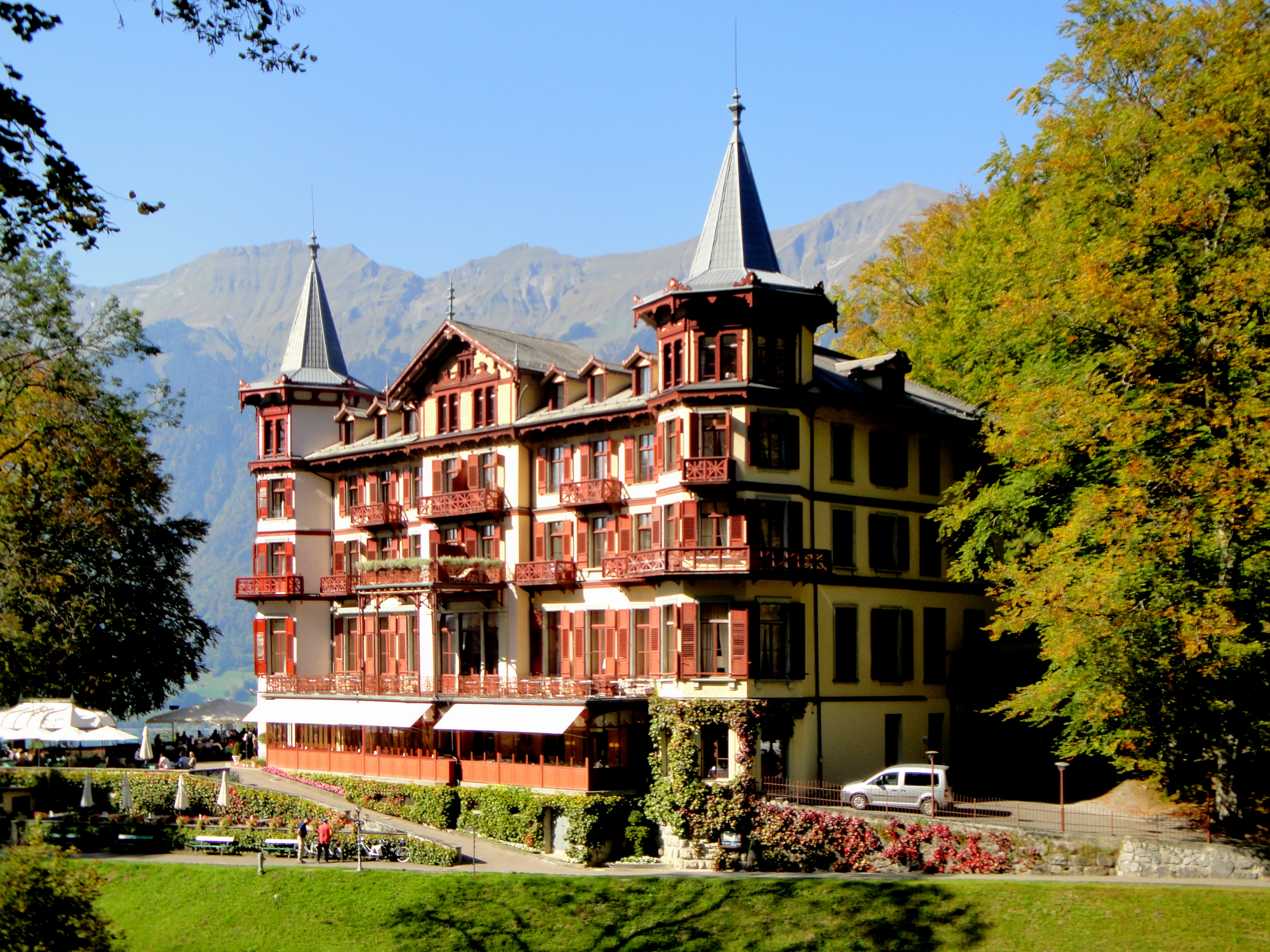
路障任务后，队伍要乘船穿过布里恩茨湖前往中继站.

- 布里恩茨附近霍夫施泰滕（巴伦贝格社区会堂）[AT1]
- 布里恩茨附近霍夫施泰滕（巴伦贝格露天博物馆）
- 布里恩茨附近施万登（上施万登）
- [AT2]  布里恩茨（吉特霸赫酒店）

本赛段任务摘要：
减速障碍：Nicole & Victor需要将巴伦贝格社区会堂里面的26张瑞士州旗折叠好并放在篮子里面就能继续前进。
绕道：队伍要选择“牧草”或“装饰”任一任务。
- 牧草（Haymaking）：队伍里的一名队员需要利用大镰去割一大片的草，而另一名队员同时要不停的耙。到最后要将割好的杂草堆成一堆（使其能变成干草）就能获得下一条线索。
- 装饰（Cow Dressing）：队伍要利用提供的材料正确制作一个花卉头饰，然后将头饰放到一头牛的头上，然后要将牛拉到指定的节庆地点就能获得下一条线索。

路障：誰能一次瞄准？（"Who wants to be a big shot?"）：参与队员需要效仿瑞士的民间英雄威廉·泰爾。队员用“弩”将稻草人头上的苹果射下来，一旦成功就能获得下一条线索。
附加任务
[AT1]：在巴伦贝格社区会堂，队伍之间将要进行公开的投票回转，得票最高的两队将被自动默认回转。
[AT2]：完成路障任务后，队伍要自驾前往布里恩茨湖。在那里，队伍要乘坐馬達快艇到达一个码头，然后可以步行或者乘坐缆车前往中继站。

### 第九赛段（瑞士 → 克罗地亚）

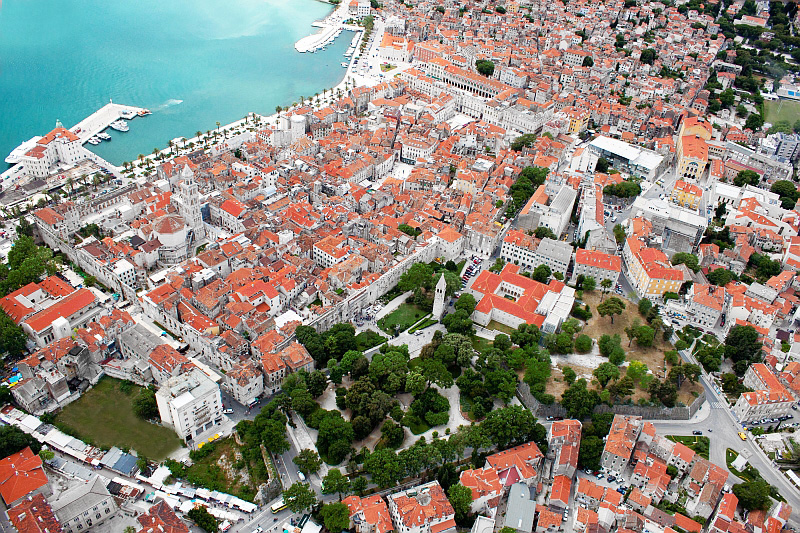
本赛段的路障任务执行地- 斯普利特，戴克里先宫.

- 迈林根（迈林根火车站）到 克洛滕（苏黎世机场火车站）
- 蘇黎世（蘇黎世機場）到 克罗地亚，斯普利特（斯普利特機場）
- 斯普利特（巴克維斯海灘）[AT1]
- 斯普利特（马里安山洞穴教堂）[AT2]
- 斯普利特（Kašjuni海滩）
- 斯普利特（戴克里先宫）
- [AT3]  斯普利特（圣尼古拉斯码头 到 梅特宇斯卡码头）

本赛段任务摘要：
绕道：队伍要选择“动感诗歌”或“探测海洋”任一任务。
- 动感诗歌（Poetry in Motion）：队伍背熟一首拗口的詩，然后要坐上由快艇拉扯的“水上曼波”，在海上转一圈后回到岸上，对诗者背诵那首诗，当背诵完全正确就能获得下一条线索。
- 探测海洋（Washed in from the Ocean）：队伍要浮潛，并利用金屬探測器在亞得里亞海搜索一个酒杯和五个古钱币，全部搜索完可以交换下一条线索。

路障：誰准备好听取行军命令？（"Who's ready to get their marching orders?"）：参与队员需要进入參議員的房間，然后要观看18名罗马士兵的行军编队仪式，编队仪式结束后士兵们会用盾牌遮住自己，队员要在讲台上正确指认出五名頭盔上戴著紅絲帶的士兵的位置，完全正确后就能获得下一条线索。
附加任务
[AT1]：在巴克維斯海灘，队伍要从吧台用托盘拿三杯賓治酒给一群在海滩上做日光浴的人，他们会交给队伍一个Travelocity地精玩偶，队伍在这个赛段都需要带着这个玩偶。当队伍将托盘还给调酒师后，就能获得下一条线索。
[AT2]：在马里安山洞穴教堂，队伍要用滑車将他们的玩偶和一条面包拉上去给一个神職人員，神職人員会还给他们玩偶和下一条线索。
[AT3]：完成路障任务后，队伍要坐上小艇，将自己划到本赛段的中继站- 梅特宇斯卡码头。

### 第十赛段（克罗地亚 → 荷兰）

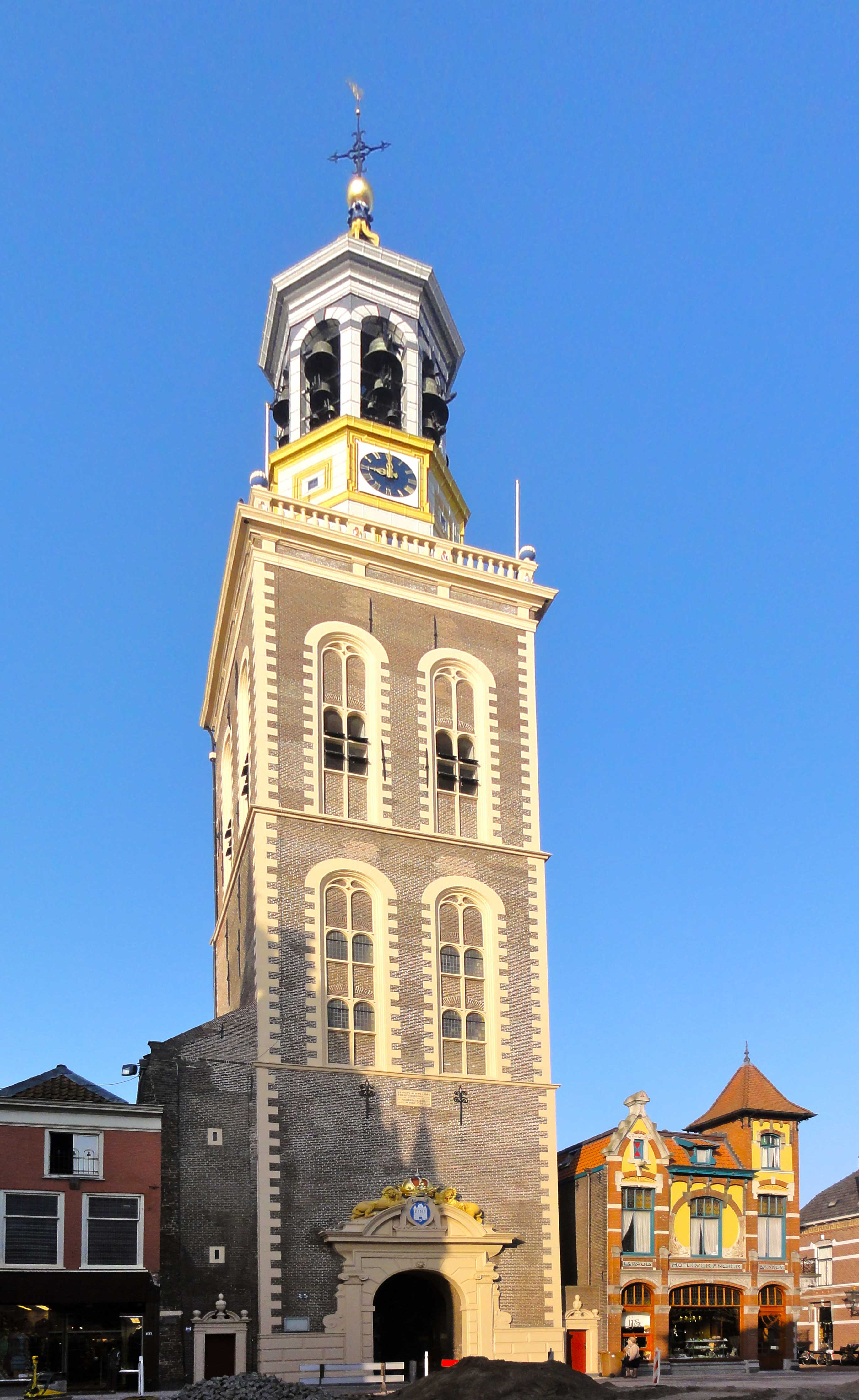
本赛段其中一个绕道任务，队伍要将假牛拉至塔顶的高度.

- 斯普利特（斯普利特機場）到 荷兰，阿姆斯特丹（阿姆斯特丹史基浦機場）
- 哈莱默梅尔（史基浦机场火车站） 到 坎彭（坎彭火车站）[AT1]
- 坎彭（Nieuwe塔 或 坎彭集市）
- 坎彭（艾瑟尔卡德）
- 坎彭（坎彭火车站）[AT2]
- [AT3]  羊角村（包文維德湖岛）

本赛段任务摘要：
绕道：队伍要选择“高度”或“干度”任一任务。
- 高度（High）：队伍要騎自行車到農場，將“坎彭牛”（假牛）裝載到拖拉機後面的拖車上，然后他们要来到Nieuwe塔，利用拖拉機在四十秒内将坎彭牛拖高到塔顶。要是能在限时内完成，一名队员可以爬上鐘樓顶拿到下一条线索。
- 干度（Dry）：队伍要騎自行車到農場，隊伍须参加重温极速前进12的任务—— fierljeppen，用柱来越过泥水，越过后先在对岸拿到兩個奶酪球和一打雞蛋然后再越过一次。最后要骑自行车将奶酪球和雞蛋送到坎彭集市就能获得下一条线索。

附加任务
[AT1]：在坎彭火车站，队伍要自行車停車場找到标志着的雙人自行車，并成为他们在坎彭内的交通工具。
[AT2]：离开回转点后，队伍要归还自行车并找到一辆有标志的汽车，然后自驾前往羊角村。
[AT3]：在羊角村，队伍要登上一艘船，然后在运河上寻找两艘有标志的船组成“连接船”，队伍要将整个连接船驶去本赛段的中继站- 包文維德湖岛。

### 第十一赛段（荷兰 → 英国）

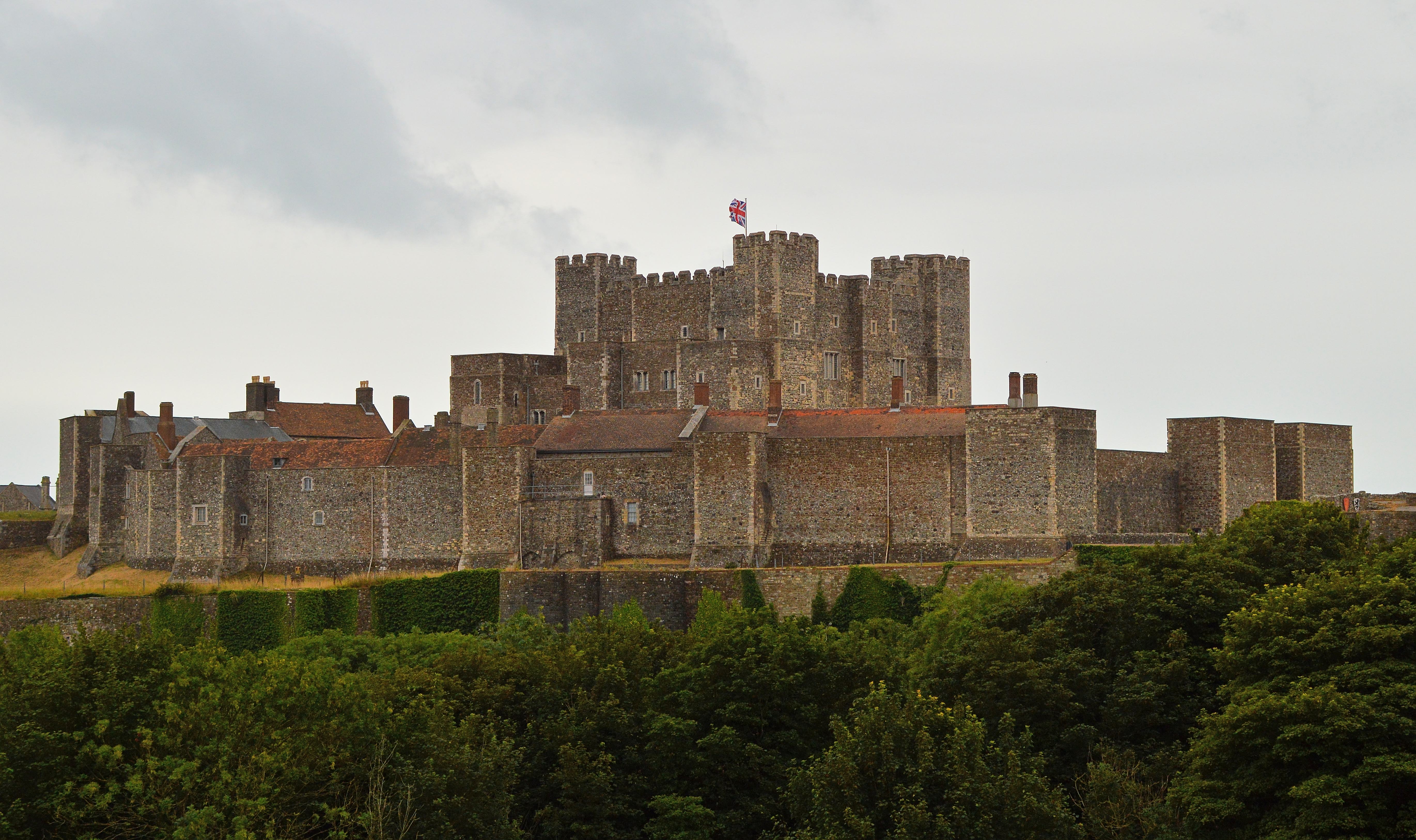
在多佛爾城堡，队伍要执行解开类似第二次世界大战密码的路障任务.

- 阿姆斯特丹（阿姆斯特丹史基浦機場） 到 英国，伦敦（蓋特威克機場）
- [AT1] 查尔伍德（盖特威克航空博物馆 到 多佛尔（多佛爾城堡））
- 多佛尔（多佛爾城堡） 到 伦敦（猎鹰伦敦直升机场）[AT2]
- 伦敦（桅杆露台码头 到 萨沃伊码头）[AT3]
- 伦敦（皮卡迪利圓環）[AT4]
- 伦敦（肯辛顿道- 車夫驛站 或 海德公园九曲湖）
- [AT5] 伦敦（卡姆登市场）

本赛段任务摘要：
路障：誰不能保守秘密？（"Who can't keep a secret?"）：参与队员需要解读第二次世界大战密码，队员要听取内维尔·张伯伦的一段讲话，并选出第十五，第三十和第四个词，然后根据字母顺序将字母转换为数字，在每一个数字下面是一组三个字母。再将字母重新排列为数字顺序以显示最终信息。队员需要将信息用安德伍德打字机打印出来，然后送到准将手中，如果他们给出的信息是正确的- "The Dunkirk evacuation has begun. We will never surrender."，就会获得下一条线索。
绕道：队伍要选择“知识”或“行列”任一任务。
- 知识（Know）：队伍要乘坐哈克尼車，途中司机会向他们介绍十五条街道和七个地标的名称，当队伍回到車夫驛站，他们要向司机背诵他们的路线，全部正确就能获得下一条线索。
- 行列（Row）：队伍要划双人桨，他们要在一分钟以内划过整个九曲湖，成功后就能获得下一条线索。

附加任务
[AT1]：在盖特威克航空博物馆，队伍会乘坐直升机经过七姐妹巖并在多佛爾城堡附近降落，在那里队伍会发现下一条线索。
[AT2]：完成路障任务后，队伍要乘坐直升机前往伦敦。
[AT3]：抵达伦敦后，队伍要在桅杆露台码头找到下一条线索。根据线索指示队伍要乘坐快艇前往萨沃伊码头。
[AT4]：下船后，队伍要前往皮卡迪利圓環。抵达后队伍要找到“金皇后”的活雕像，金皇后会给他们下一条线索。
[AT5]：在卡姆登市场，队伍会找到中继站和主持人菲尔·基奥汉。菲尔会交给他们一封线索，线索指示队伍要在签到前在附近的众多商店搜集人形模特身上的装饰品，然后用装饰品重新安放在新的人形模特身上。完成后就能前往中继站签到。

### 第十二赛段（英国 → 美国）

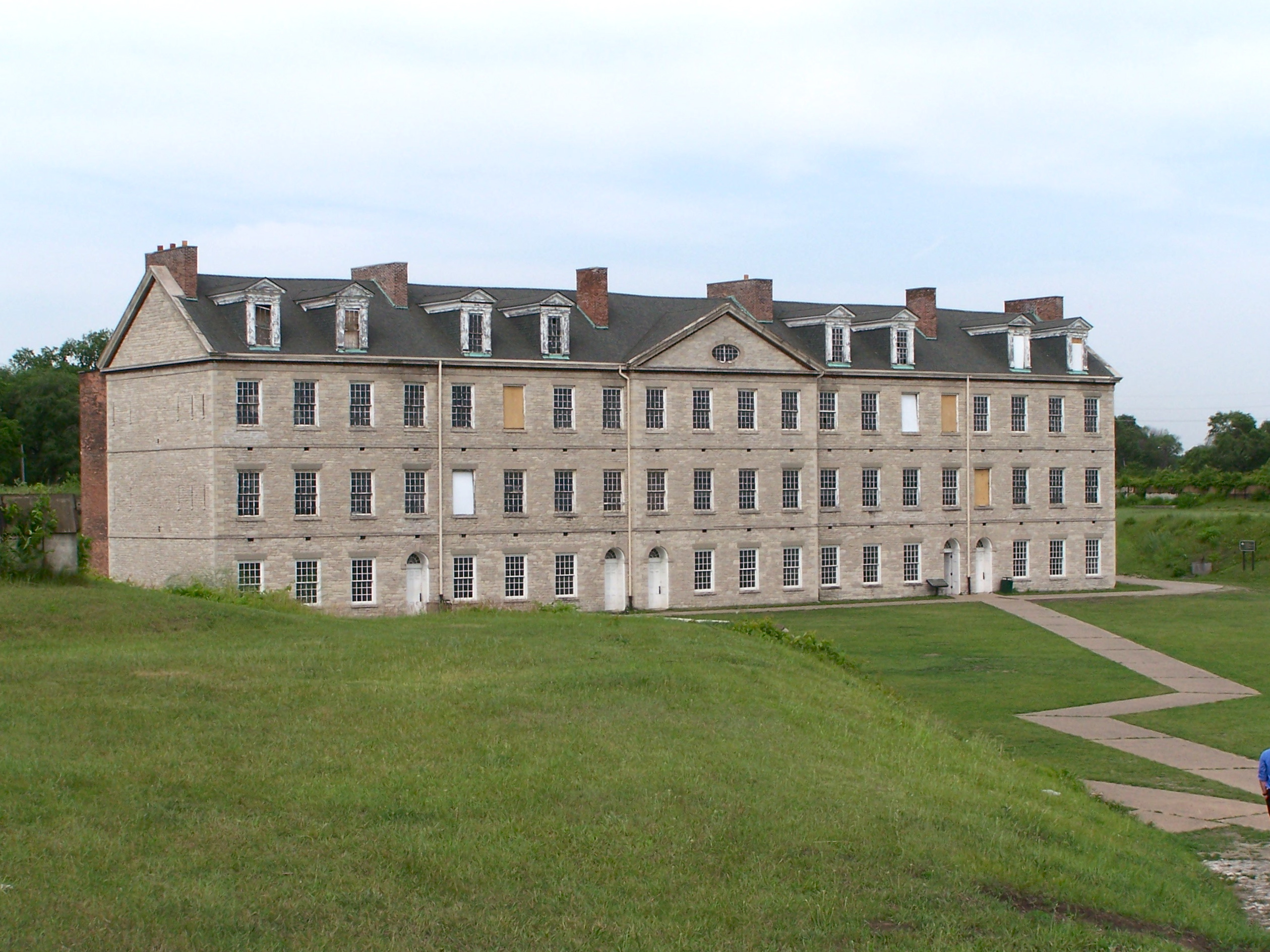
本赛季的终点线- 底特律的韦恩堡

- 伦敦（希思羅機场） 到 美国，底特律（底特律都会韦恩县机场）
- 底特律（底特律之靈雕像）
- 底特律（嘉德大厦）
- 哈姆特拉克（打鸟仓库）[AT1]
- 底特律（海德堡街头艺术）[AT2]（未播出）
- 底特律（第三人称唱片店）[AT3]
- 底特律（哈特广场）[AT4]
- 底特律（韦恩堡）

本赛段任务摘要：
路障：誰擅长数字？（"Who's good with numbers?"）：参与队员需要从嘉德大厦脸朝下垂降500英尺（150 m），垂降途中他们需要留意几个数字。队员在建筑物地下室根据特定的转弯指示而找到银行金库，这些数字将会指导队员破解银行金库并获取下一道线索。
附加任务
[AT1]：在打鸟仓库，队伍要参加一个叫“Fowling”的运动，每个队员互相投掷足球以击倒保龄球，直到一名队员击倒所有十个目标为止。
[AT2]：此任务于本集并未播出。在海德堡街头艺术周边散布着一堆极速前进的线索箱，队伍要搜索这些线索箱找到线索。
[AT3]：在第三人称唱片店，队伍要用极速前进标志的颜色压制五张双音黑胶唱片，当颜色之间有清晰的界线，再贴上商标。唱片制作员工会交出下一条线索。
[AT4]：在哈特广场，队伍要在一大群摇滚乐队中搜寻下一道线索。找到后根据线索指示，队伍需要在周围乐队在演奏白線條樂團的“七国军”的时候。在嘈杂的环境下按照范例正确组装一组爵士鼓（队伍不允许触碰范例），当爵士鼓正确组装后，就能获得前往终点站- 韦恩堡的最终线索，往终点线冲刺。